# محمد شیاع السودانی
محمد شیاع صبار حاتم السودانی (عربی: محمد شياع صبار حاتم السوداني؛ زادهٔ ۴ مارس ۱۹۷۰) سیاستمدار عراقی است که از ۲۸ اکتبر ۲۰۲۲ به‌عنوان نخست‌وزیر عراق فعالیت می‌کند. او از سال ۲۰۱۰ تا اکتبر ۲۰۱۴ وزیر حقوق بشر عراق در شورای وزیران نخست‌وزیر نوری مالکی بود. او بین سال‌های ۲۰۰۹ تا ۲۰۱۰ استاندار استان میسان بود.

## زندگی

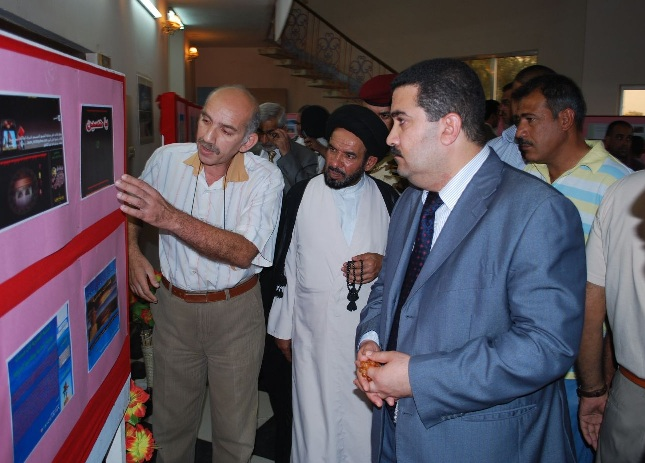
سودانی، دوران استانداری میسان ۲۰۱۰

او در سال ۱۹۷۰ در شهر بغداد به دنیا آمد و هنگامی که ده ساله بود در سال ۱۹۸۰، رژیم حاکم تحت ریاست جمهوری صدام حسین پدر و پنج نفر از اعضای خانواده اش را به اتهام عضویت در حزب الدعوه اسلامی اعدام کرد که در حزب الدعوه ممنوع شد. زمان وی در قیام شعبانیه در سال ۱۹۹۱ شرکت کرد و به دلیل شرایط امنیتی و آزار و اذیت، سه سال تا پایان تحصیلات دانشگاهی به بغداد رفت. وی متأهل و دارای چهار فرزند است. او دارای مدرک لیسانس در علوم کشاورزی از دانشکده کشاورزی دانشگاه بغداد و مدرک کارشناسی ارشد در مدیریت پروژه است. در سال ۱۹۹۷ به ریاست کشاورزی میسان منصوب شد و در آنجا مسئولیت‌هایی از جمله افسر کشاورزی ناحیه کیمیت و علی الشرقی، بخش تولیدات گیاهی و مهندس ناظر در برنامه تحقیقات ملی با فائو سازمان ملل به او سپرده شد. . پس از اشغال عراق توسط آمریکا در سال ۲۰۰۳، السودانی به عنوان هماهنگ‌کننده بین نهاد ناظر بر اداره استان میسان و مرجع موقت ائتلاف منصوب شد. وی در سال ۲۰۰۴ سمت شهردار شهر عماره مرکز استان میسان و بزرگ‌ترین شهر آن را بر عهده گرفت. السودانی سپس در سال ۲۰۰۵ به عنوان یکی از اعضای شورای استانی میسان به عنوان نامزد در لیست حزب الدعوه انتخاب شد و در سال ۲۰۰۹ مجدداً انتخاب شد.

## نگارخانه

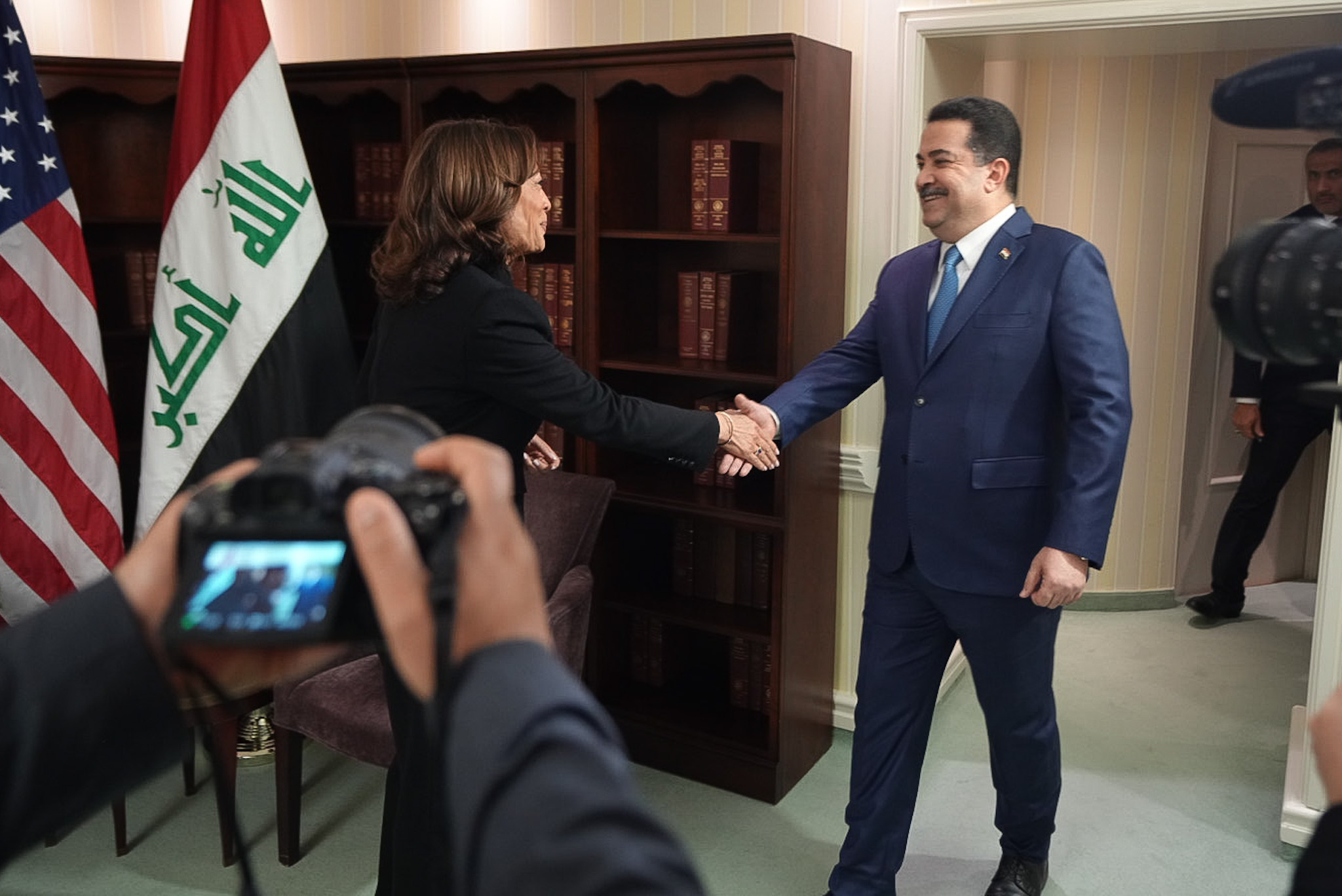
السودانی و کامالا هریس، فوریه ۲۰۲۴‏
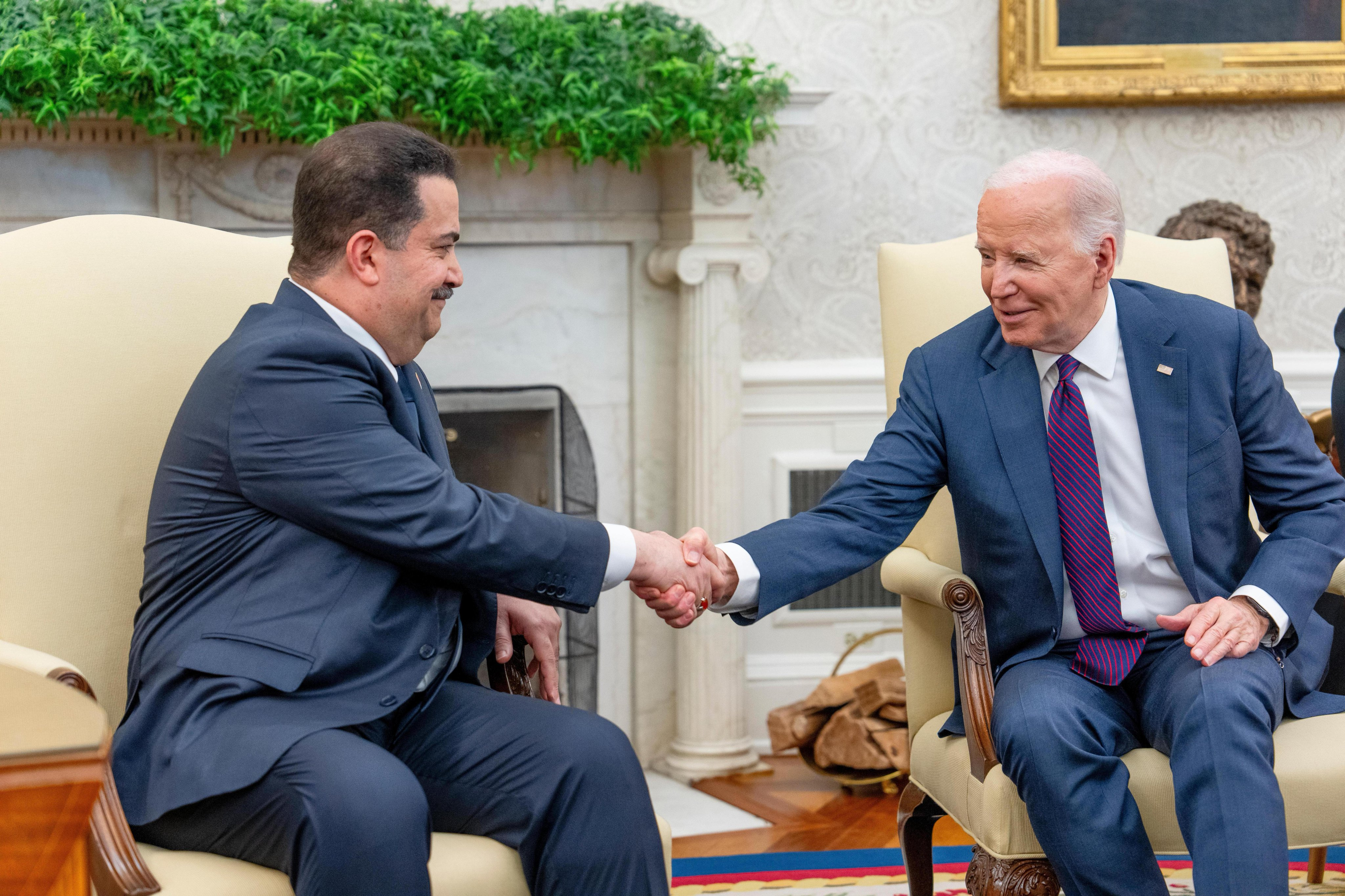
السودانی و بایدن، آوریل ۲۰۲۴‏
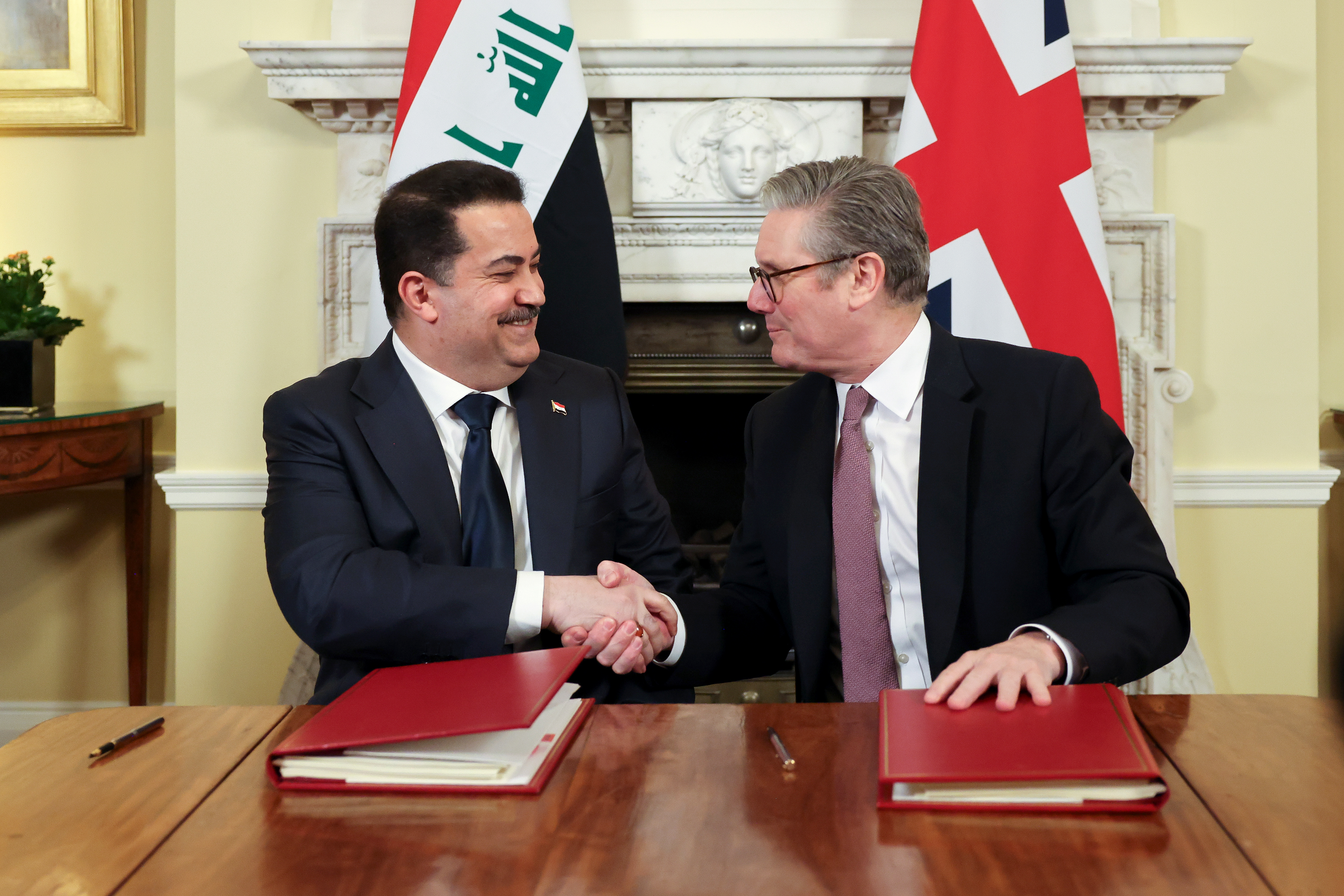
السودانی و استارمر، ژانویه ۲۰۲۵‏